# ホロコースト (競走馬)
ホロコースト（Holocauste）はフランスのサラブレッドである。1896年に生まれ、イギリスの三冠馬フライングフォックスやフランスの四冠馬パース (Perth) と同世代である。
ホロコーストは2歳時にはパースを上回る成績をあげ、フランスの2歳チャンピオンとなった。3歳の春にはパースと争ってライバルとなったが、フライングフォックスと対戦するため渡英してダービーステークス（イギリスダービー）に出走し、そこで死んだ。ライバルがいなくなったパースはその年四冠を達成した。

## 血統
ホロコーストの母、ブギ (Bougie) は2歳の時に重賞を勝った馬である。産駒でホロコーストの1歳上にあたるガルデフォー (Gardefeu) は1898年にリュパン賞やジョッケクルブ賞（フランスダービー）に勝ち、さらにサブロン賞（現在のガネー賞）やコンセイユミュニシパル賞（凱旋門賞の前身ともいえる当時の古馬の国際大レース。）にも勝った。
父のルサンシー (Le Sancy) は、ダリュー賞、サブロン賞、ドーヴィル大賞典（2回）などに勝った。1895年生まれの産駒ルサマリテン (Le Samaritain) は、ガルデフォーには敵わなかったが、ダリュー賞やギシュ賞に勝った。

### ホロコーストの父系概略図
- ※馬名（原語）、生年、生産国（FRAはフランス、GBはイギリス） - 主要勝鞍（Cはカップの略.CSは種牡馬チャンピオン）[注 1]
- ※太字は特に主要な競走の優勝馬
- ※赤字は牝馬

- Woodpecker　1773　GB
  - Castrel　1801 GB
    - Pantaloon 1824 GB
      - Windhound 1847 GB
        - Thormanby 1857 GB - イギリスダービー、アスコットゴールドC。イギリスCS
          - Atlantic　1871 GB - 2000ギニー
            - Le Sancy　1884 FRA - ダリュー賞、サブロン賞、ドーヴィル大賞典2回
              - Le Samaritain　1895 FRA ダリュー賞、ギシュ賞
              - Holocauste　1896　FRA フランス2歳チャンピオン。グラン・クリテリム、リュパン賞ほか
              - Semendria　1897 FRA 牝馬　フランス1000ギニー、フランスオークス、パリ大賞

### 2歳時（1898年）
ホロコーストがデビューする頃には、半兄のガルデフォーがフランスダービーに勝った後だったので、ホロコーストも相応の期待をされていた。ホロコーストはデストリエ賞に勝ち、10月のグラン・クリテリム（1600m）、11月のクリテリウム・ド・メゾンラフィット（1200m）も楽勝し、文句なしにこの年のフランス2歳チャンピオンとなった。
一方、パースは小柄な安馬だった。3戦目で初勝利をあげ、グラン・クリテリウムで着外に終わったあと、クリテリウム国際（1000m）に勝った。

### 3歳時（1899年）
年が明けると、4月に春緒戦のラグランジュ賞（2000m）で、ホロコーストはミー (Mie) という穴馬に不覚を取って2着に敗れてしまった。しかしその後は危なげなく、ビエンナル賞、ラロシェト賞を連勝し、リュパン賞では2着のヴェラスケス (Velasquez) に6馬身も差をつけて楽勝した。
対するパースは、オカール賞（2500m）、ダリュー賞（2100m）、プール・デッセ・デ・プーラン（フランス2000ギニー、1600m）と連勝し、ともに3連勝で両者はフランスダービー（ジョッケクルブ賞）で対決することになった。

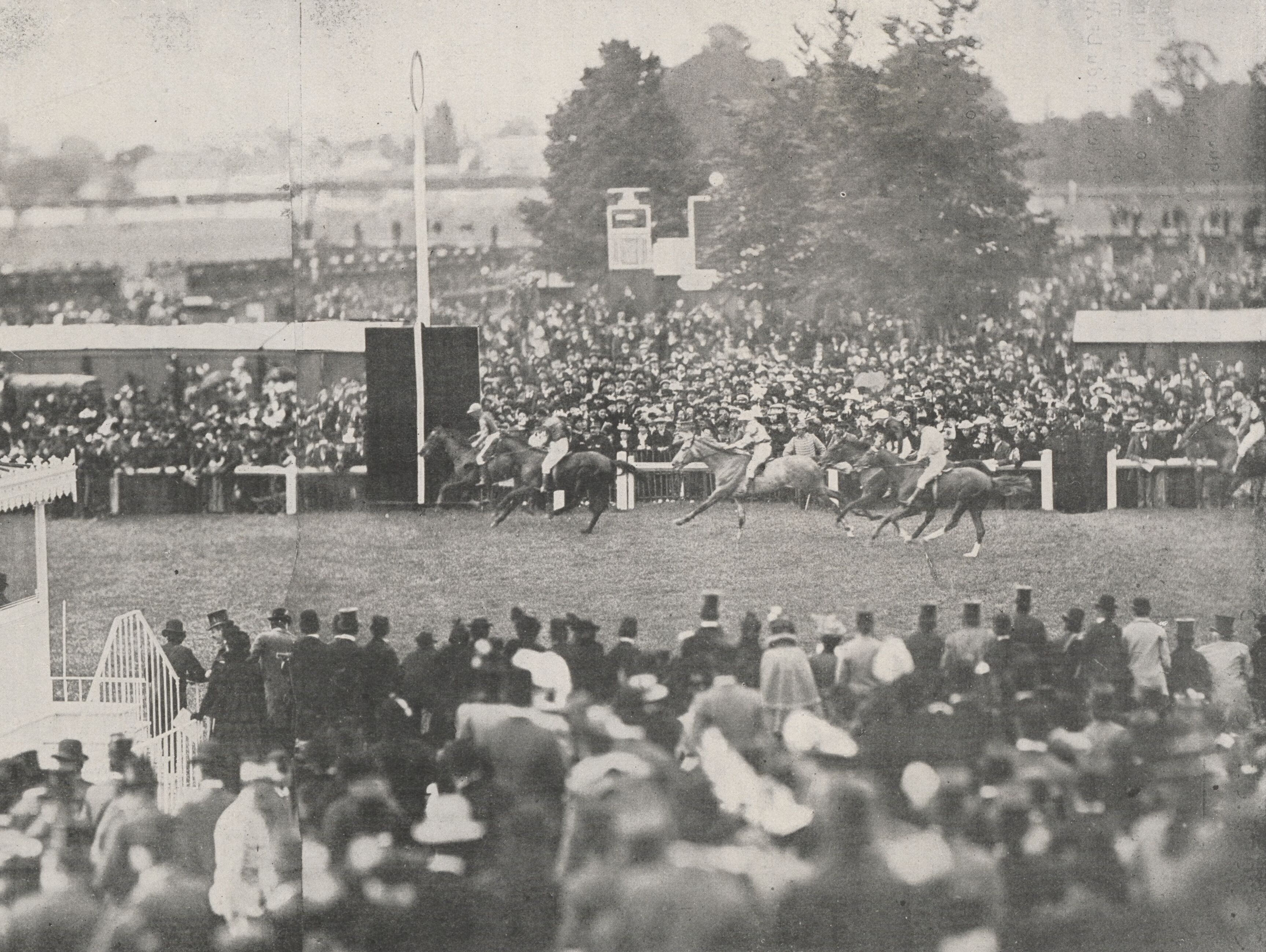
ジョッケクルブ賞の決勝線。パースが優勝しホロコーストは3着。1899年5月28日、シャンティイ競馬場。

前年チャンピオンのホロコーストは1.5倍の大本命で、挑戦者パースは4.5倍の2番人気だった。ホロコーストは、なぜかスタートで少し不自然に立ち遅れた。エドゥアール・ワトキンス (Edouard Watkins) 騎手は、序盤の遅れを挽回しようとして無理に馬群に突っ込んでいった挙句、取り囲まれて行き場を無くしてしまった。その間にパースが抜け出し、ホロコーストがやっと馬群から抜けだした頃には既に大きな差が開いてしまっていた。結局、フランスダービーはパースが勝ち、半馬身差の2着にヴェラスケスが入った。ホロコーストはそこからさらに6馬身離れた3着に終わった。リュパン賞でホロコーストがヴェラスケスに6馬身差で勝ったことを思えば、まともに走りさえすればホロコーストがパースに何馬身も差をつけて勝っていたはずだと考えられ、ホロコーストのワトキンス騎手はたいへんな批難を受けた。
陣営はホロコーストの名誉を取り戻すため、3日後のイギリスダービーへの出走を決めた。エプソム競馬場のダービーで必勝を期すため、当時の世界的な名騎手トッド・スローンに騎乗を依頼した。
イギリスダービー（エプソムダービー）でライバルになりそうなのが、ウェストミンスター公爵ヒュー・グローヴナーのフライングフォックスだった。フライングフォックスは3歳になって本格化し、2000ギニーを勝ってきた。地元のフライングフォックスは3.5倍の本命だったが、フランスからやって来たホロコーストも単勝6倍の対抗馬に支持された。

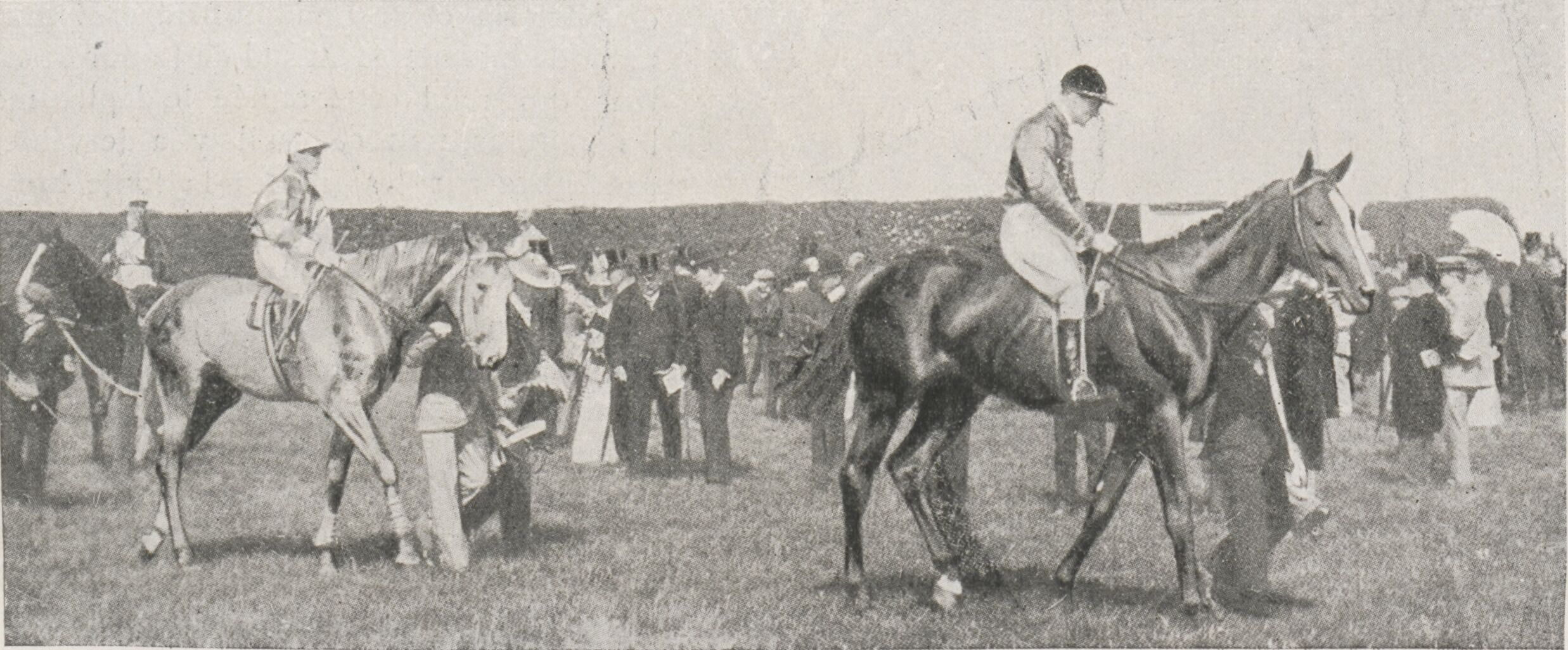
エプソムダービーのパドックでのホロコーストとフライングフォックス。1899年5月31日、エプソム競馬場。

ダービーの前夜、ホロコーストの脚に腫れがあることがわかったが、治療を行なって出走した。レースはスタートの失敗で何度もやり直しになり、レースが成立するのは1時間ほども遅れた。このスタートの時点で既にホロコーストが明らかに跛行していたと伝える報道もある。
レース序盤から、この年三冠馬となるフライングフォックスと競り合って2頭の一騎討ちになった。勝負どころで、ホロコーストのスローン騎手は、ホロコーストはまだ本気で走っておらず、フライングフォックスに勝てると確信していた。しかし、ホロコーストは突然転倒し、フライングフォックスはそのままキャンターでゴールへ向かい優勝した。ホロコーストは前脚の繋を骨折しており、予後不良となった。解剖によって、ホロコーストはフランスダービーのスタートで出遅れた時に既に骨に亀裂が入っていたのだろうと結論づけられた。しかし、ダービー直前の調教では、そのような様子もみせずに6ハロンの調教をこなしていた、とする報道もある。また、トッド・スローン騎手の「モンキー乗り」と呼ばれる騎乗スタイルが、ホロコーストの前脚に余計な負担をかけて骨折に至ったのだとして、スローン騎手の騎乗スタイルを批判する者もあった。
ダービー当日の朝、ホロコーストの馬主のブルモンは、ホロコーストを1万ギニー（約11,000ポンド）で売って欲しいという話を断っていた。ダービーの賞金はその約半額の6000ソブリン（＝6000ポンド）である。ダービーのあと、ホロコーストの遺骸は解体され、肉（犬や猫の餌として）、骨、皮が売却され、ブルモンはその合計額2ポンド17シリングを受け取った。

### ホロコーストの死後
その後、フライングフォックスはイギリスにとどまって秋にセントレジャーステークスを勝ち、イギリス史上8頭目の三冠を達成した。フランス国内に敵がいなくなったパースは、パリ大賞、ロワイヤルオーク賞を勝ち、フランス四冠を成し遂げた。この四冠は2014年までのあいだ、パースしか達成していない。
パースは引退後、種牡馬になってフランスのチャンピオンサイヤーになった。フライングフォックスもフランスへ輸入され、グーヴェルナン (Gouvernant) やアジャックス (Ajax) を出して大成功した。一方、ホロコーストの父ルサンシーは、最良の産駒を失ったので、競走成績ではホロコーストに遠く及ばなかったルサマリテンがルサンシーの後継種牡馬になった。ルサマリテンの産駒にはロアエロド (Roi Herode) が登場し、さらにその子ザテトラークが登場すると、ルサマリテンの系統は素晴らしいスピード血統として栄えることになった。

## 血統表
| Holocausteの血統      | Holocausteの血統                                                      | Holocausteの血統                                                      | （血統表の出典）                                                      | （血統表の出典） |
| 父 Le Sancy 芦毛 1884 | 父の父Atlantic 栗毛 1871                                              | Thormanby                                                             | Windhound                                                             | Windhound        |
| 父 Le Sancy 芦毛 1884 | 父の父Atlantic 栗毛 1871                                              | Thormanby                                                             | Alice Hawthorn                                                        |                  |
| 父 Le Sancy 芦毛 1884 | 父の父Atlantic 栗毛 1871                                              | Hurricane                                                             | Wild Dayrell                                                          | Wild Dayrell     |
| 父 Le Sancy 芦毛 1884 | 父の父Atlantic 栗毛 1871                                              | Hurricane                                                             | Midia                                                                 |                  |
| 父 Le Sancy 芦毛 1884 | 父の母Gem of Gems 芦毛 1873                                           | Strathconan                                                           | Newminster                                                            | Newminster       |
| 父 Le Sancy 芦毛 1884 | 父の母Gem of Gems 芦毛 1873                                           | Strathconan                                                           | Souvenir                                                              |                  |
| 父 Le Sancy 芦毛 1884 | 父の母Gem of Gems 芦毛 1873                                           | Poinsettia                                                            | Young Melbourne                                                       | Young Melbourne  |
| 父 Le Sancy 芦毛 1884 | 父の母Gem of Gems 芦毛 1873                                           | Poinsettia                                                            | Lady Hawthorn                                                         |                  |
| 母 Bougie 鹿毛 1887   | 母の父Bruce 鹿毛 1879                                                 | See Saw                                                               | Buccaneer                                                             | Buccaneer        |
| 母 Bougie 鹿毛 1887   | 母の父Bruce 鹿毛 1879                                                 | See Saw                                                               | Margery Daw                                                           |                  |
| 母 Bougie 鹿毛 1887   | 母の父Bruce 鹿毛 1879                                                 | Carine                                                                | Stockwell                                                             | Stockwell        |
| 母 Bougie 鹿毛 1887   | 母の父Bruce 鹿毛 1879                                                 | Carine                                                                | Mayonaise                                                             |                  |
| 母 Bougie 鹿毛 1887   | 母の母La Lumiere 栗毛 1871                                            | The Heir of Linne                                                     | Galaor                                                                | Galaor           |
| 母 Bougie 鹿毛 1887   | 母の母La Lumiere 栗毛 1871                                            | The Heir of Linne                                                     | Mrs. Walker                                                           |                  |
| 母 Bougie 鹿毛 1887   | 母の母La Lumiere 栗毛 1871                                            | Grande Mademoiselle                                                   | The Nabob                                                             | The Nabob        |
| 母 Bougie 鹿毛 1887   | 母の母La Lumiere 栗毛 1871                                            | Grande Mademoiselle                                                   | Error                                                                 |                  |
| 母系(F-No.)           | 6号族(FN:6-b)                                                         | 6号族(FN:6-b)                                                         | 6号族(FN:6-b)                                                         | [ § 2 ]          |
| 5代内の近親交配       | Wildhound 4*5、Alice Hawthorn 4*5、Wild Dayrell 4×5、Muley Moloch 5×5 | Wildhound 4*5、Alice Hawthorn 4*5、Wild Dayrell 4×5、Muley Moloch 5×5 | Wildhound 4*5、Alice Hawthorn 4*5、Wild Dayrell 4×5、Muley Moloch 5×5 | [ § 3 ]          |
| 出典                  | 1. 2. 3.                                                              | 1. 2. 3.                                                              | 1. 2. 3.                                                              | 1. 2. 3.         |